# Canada Cup 1991
La Canada Cup 1991 è stata la quinta ed ultima edizione della Canada Cup, torneo per nazionali organizzato dalla NHL, da Hockey Canada e la NHL Players' Association.
Il livello della Canda Cup del 1991 non fu paragonabile a quelle precedenti: il crollo del comunismo aveva indebolito squadre come l'Unione Sovietica e la Cecoslovacchia, mentre Svezia e Finlandia non furono in grado di contrastare Canada e Stati Uniti, pronte ad incontrarsi in finale e inaugurare una nuova rivalità; i Canadesi però erano ancora troppo più forti e, con due vittorie per 4-1 a Montréal e per 4-2 a Hamilton, si aggiudicarono per la quarta volta il prestigioso trofeo. I Canadesi dovettero disputare la seconda partita senza Wayne Gretzky, il quale in Gara 1 era stato colpito duramente da Gary Suter e, a causa di forti dolori alla schiena, fu costretto a rinunciare all'incontro successivo.
Rivelazione del torneo fu il diciottenne junior Eric Lindros, che si distinse con 3 gol e 5 punti in otto partite, dimostrandosi un vero intimidatore per gli avversari; il titolo di MVP fu invece assegnato al portiere canadese Bill Ranford, autore di prestazioni eccezionali durante tutto il torneo.

## Sedi Ospitanti
La Canada Cup si è svolta in 8 città del nord America.
|                        | Città      | Stadio             |
| ---------------------- | ---------- | ------------------ |
| Stati Uniti (bandiera) | Detroit    | Joe Louis Arena    |
| Stati Uniti (bandiera) | Chicago    | Chicago Stadium    |
| Canada (bandiera)      | Hamilton   | Copps Coliseum     |
| Canada (bandiera)      | Montréal   | Montréal Forum     |
| Stati Uniti (bandiera) | Pittsburgh | Mellon Arena       |
| Canada (bandiera)      | Québec     | Colisée Pepsi      |
| Canada (bandiera)      | Saskatoon  | -                  |
| Canada (bandiera)      | Toronto    | Maple Leaf Gardens |

## Round-robin

### Classifica
|    |                  | PG | V | P | S | GF | GS | PT |
| -- | ---------------- | -- | - | - | - | -- | -- | -- |
| 1. | Canada           | 5  | 3 | 2 | 0 | 21 | 11 | 8  |
| 2. | Stati Uniti      | 5  | 4 | 0 | 1 | 19 | 15 | 8  |
| 3. | Finlandia        | 5  | 2 | 1 | 2 | 10 | 13 | 5  |
| 4. | Svezia           | 5  | 2 | 0 | 3 | 13 | 17 | 4  |
| 5. | Unione Sovietica | 5  | 1 | 1 | 3 | 14 | 14 | 3  |
| 6. | Cecoslovacchia   | 5  | 1 | 0 | 4 | 11 | 18 | 2  |

### Risultati
| Toronto 31 agosto 1991 | Canada | 2 – 2 | Finlandia |  |

| Pittsburgh 31 agosto 1991 | Stati Uniti | 6 – 3 | Svezia |  |

| Saskatoon 31 agosto 1991 | Cecoslovacchia | 5 – 2 | Unione Sovietica |  |

## Playoffs
|  | Semifinali | Semifinali  | Semifinali |  |  | Finale      | Finale      | Finale      | Finale | Finale |  |
|  |            |             |            |  |  |             |             |             |        |        |  |
|  | 1          | Canada      | 4          |  |  |             |             |             |        |        |  |
|  | 4          | Svezia      | 0          |  |  | Canada      | Canada      | Canada      | 4      | 4      |  |
|  | 2          | Stati Uniti | 7          |  |  | Stati Uniti | Stati Uniti | Stati Uniti | 1      | 2      |  |
|  | 3          | Finlandia   | 3          |  |  |             |             |             |        |        |  |

### Semifinale
| Montréal 11 settembre 1991 | Stati Uniti | 7 – 3 | Finlandia |  |

| Toronto 12 settembre 1991 | Canada | 4 – 0 | Svezia |  |

### Finale (Best of 3)
| Montréal 14 settembre 1991 | Canada | 4 – 1 | Stati Uniti |  |

| Hamilton 16 settembre 1991 | Canada | 4 – 2 | Stati Uniti |  |

## Vincitore
| Canada Cup 1991  |
| ---------------- |
| Canada 4º titolo |

## Premi

### Premio Individuale
| Miglior giocatore (MVP): | Bill Ranford |

### All-Star Team
| Portiere: | Bill Ranford                                 |
| Difesa:   | Al MacInnis – Chris Chelios                  |
| Attacco:  | Wayne Gretzky – Mats Sundin – Jeremy Roenick |

## Statistiche

### Giocatori
| Giocatore      | PG | G | A | Pti | PIM |
| -------------- | -- | - | - | --- | --- |
| Wayne Gretzky  | 7  | 4 | 8 | 12  | 2   |
| Steve Larmer   | 8  | 6 | 5 | 11  | 4   |
| Brett Hull     | 8  | 2 | 7 | 9   | 0   |
| Mike Modano    | 8  | 2 | 7 | 9   | 2   |
| Mark Messier   | 8  | 2 | 6 | 8   | 10  |
| Paul Coffey    | 8  | 1 | 6 | 7   | 8   |
| Craig Janney   | 8  | 4 | 2 | 6   | 0   |
| Jeremy Roenick | 8  | 4 | 2 | 6   | 4   |
| Mats Sundin    | 6  | 2 | 4 | 6   | 16  |
| Al MacInnis    | 8  | 2 | 4 | 6   | 23  |

### Portieri
| Portiere           | PG | V | P | S | GAA  |
| ------------------ | -- | - | - | - | ---- |
| Bill Ranford       | 8  | 6 | 2 | 0 | 1.75 |
| Mike Richter       | 7  | 4 | 0 | 3 | 3.14 |
| Tommy Söderström   | 4  | 2 | 0 | 2 | 3.00 |
| Markus Ketterer    | 5  | 2 | 1 | 2 | 3.00 |
| Mikhail Shtalenkov | 5  | 1 | 1 | 2 | 2.39 |
| Dominik Hašek      | 5  | 1 | 0 | 4 | 3.60 |